# Vasco da Gama Atlético Clube
Vasco da Gama Atlético Clube, fundado em 05 de Outubro de 1966, é um clube de futebol português localizado na cidade de Sines, no distrito de Setúbal.
Este clube está inscrito na Associação de Futebol de Setúbal, e, na presente época (2018-19) está a jogar na 1ª Divisão Distrital, do distrito de Setúbal (como foi dito anteriormente). As camadas jovens deste clube têm uma grande tradição na zona, tanto os Juniores como os Juvenis estão localizados respetivamente na 2ª e 3ª divisão do distrito, na época (2018-19).

## História
O Vaco da Gama Atlético Clube resultou da fusão entre o Sport Lisboa e Sines e o Clube de Futebol "Os Sineenses", no dia 5 de outubro de 1966. Este clube apesar de não ter muita história a nível de títulos, pois sempre houve algumas dificuldades a nível da estabilidade diretiva, devido principalmente ao nível financeiro. Mas mesmo assim, este "pequeno" clube já conquistou dois títulos de campeão nacional da 3ª divisão nacional portuguesa, algo que é considerado excepcional para equipas da sua região, pois poucas delas conseguiram obter este feito.

### II Divisão - Zona Sul (1976-1977)
A época de 1976-77 foi marcada por uma boa prestação da equipa Sineense, ao alcançar o 3º lugar na II Divisão - Zona Sul (que na altura correspondia ao segundo escalão do Futebol Português e dividia-se em 3 Séries - norte, centro e sul), ficando apenas atrás do Grupo Desportivo Fabril do Barreiro (CUF) e do campeão Marítimo, que consequentemente, foi promovido à Primeira Divisão de 1977–78. O Vasco da Gama fez uma boa campanha, ficando a 4 pontos do primeiro classificado, também devendo-se a algumas contratações feitas no início dessa mesma época, como a do médio Vítor Madeira (que após esta época jogou 11 anos na primeira divisão ao serviço do Vitória de Setúbal, Estoril Praia e Marítimo), o guarda redes Avelino (que, tal como Madeira, no fim da época seguiu para a primeira divisão, onde jogou 3 épocas consecutivas), e, o ponta de lança Fernando Barbosa (que já tinha passado pelo Farense da primeira divisão e mais tarde também representou o Penafiel nessa mesma competição).
| Pos | Equipes       | J  | V  | E  | D  | GM | GS | Pts |
| --- | ------------- | -- | -- | -- | -- | -- | -- | --- |
| 1   | Marítimo (C)  | 30 | 18 | 07 | 05 | 47 | 18 | 43  |
| 2   | CUF           | 30 | 17 | 08 | 05 | 47 | 17 | 42  |
| 3   | Vasco da Gama | 30 | 14 | 11 | 05 | 43 | 27 | 39  |

     - Promovido à Primeira Divisão de 1977–78

### Taça de Portugal (1988-1989)
Na época de 1988-89, o clube atingiu um dos pontos mais altos a nível competitivo, alcançando os oitavos-de-final da Taça de Portugal. Esta caminhada iniciou-se com uma vítoria por 0-2 sobre o SC Bencatelense na primeira ronda. Na fase seguinte, venceram em casa o Valadares FC de Vila Nova de Gaia por 1-0. Na ronda que se seguiu, a equipa defrontou o CD Feirense, clube que garantiu a subida para a Primeira Divisão, nessa mesma época, ao vencer o campeonato da II Divisão (zona centro). Esta eliminatória teve de ocorrer em duas mãos, já que as equipas empataram a 0 golos no primeiro jogo. Na partida de desempate, após outro empate, mas desta vez a 1 golo, o jogo teve de ser resolvida com a marcação de grandes penalidades, levando a melhor a equipa de Sines que venceu por 5 golos a 3. Após uma eliminatória muito complicada, o Vasco da Gama recebeu nos dezasseis-avos-de-final o Vitória de Guimarães, clube da Primeira Divisão, que também não se conseguiu impor aos Sineenses, após sofrer uma derrota por 2-1. Nos oitavos-de-final, e equipa foi eliminada com uma derrota pesada contra o FC Marco da II Divisão (zona norte), por 1-8, acabando assim a campanha do clube na Taça da Portugal.
| Progresso da equipa na Taça de Portugal (1988-89) | Progresso da equipa na Taça de Portugal (1988-89) | Progresso da equipa na Taça de Portugal (1988-89) | Progresso da equipa na Taça de Portugal (1988-89) |
| Ronda                                             | Oponente                                          | Local                                             | Resultado                                         |
| ------------------------------------------------- | ------------------------------------------------- | ------------------------------------------------- | ------------------------------------------------- |
| 1/128                                             | SC Bencatelense                                   | Fora                                              | 0-2                                               |
| 1/64                                              | Valadares FC                                      | Casa                                              | 1-0                                               |
| 1/32                                              | CD Feirense                                       | Fora                                              | 0-0                                               |
| 1/32                                              | CD Feirense                                       | Casa                                              | 1-1 (5-3)g.p.                                     |
| 1/16                                              | Vitória de Guimarães                              | Casa                                              | 2-1                                               |
| 1/8                                               | FC Marco                                          | Casa                                              | 1-8                                               |

## Parcerias
Desde agosto de 2010, o Vasco da Gama Atlético Clube e o Club de Regatas Vasco da Gama tornaram-se parceiros num ambicioso projeto de expansão e o trabalho em conjunto começa a render frutos. O Vasco de Sines faz uma boa campanha no campeonato do distrito e pode figurar, na próxima temporada, na Segunda Divisão nacional, como explicou o seu presidente, Carlos Alberto Pereira. A parceria funciona da seguinte forma: o Vasco do Rio, desde 2010, tem alargado a sua base. Para comportar o crescimento das categorias, o clube está em vias de inaugurar um novo centro de treino para sua base, em Maricá (RJ). O excedente de jogadores que não for aproveitado, seguirá para Portugal. A coordenação da base do Vasco e desse intercâmbio está a cargo de Clóvis de Oliveira, que já mudou a rotina na Europa: "Passamos a incluir treinos em tempo integral e estamos sempre em contato para melhorar o trabalho. É uma relação a longo prazo", disse. No momento, são seis os atletas do Club de Regatas Vasco da Gama já enviados para Portugal. Com a parceria, será criada uma empresa nos moldes da legislação portuguesa. O assunto está em fase de aprovação.
O primeiro contacto com os Vasco da Gama Atlético Clube foi feito pelo empresário Olavo Monteiro de Carvalho. Seguiram-se visitas com a presença de Rocha e do presidente Roberto Dinamite.

## Estádio
Estádio Municipal de Sines tem capacidade para 2 000 lugares, e foi inaugurado em 1991 já com o relvado natural colocado. Este recinto localiza-se ao lado do pavilhão municipal de desportos, onde também a equipa hóquei do Vasco de Gama Atlético Clube treina e joga. Este estádio é constituído por dois campos de terra batida, para treino, e no interior um ginásio e um posto médico para os atletas do clube.

## Épocas

### 1967-1990
Entre 1967 e 1990 o sistema de ligas em Portugal era o seguinte:
| Nível | Liga                                                      |
| ----- | --------------------------------------------------------- |
| 1     | Primeira Divisão                                          |
| 2     | II Divisão (Zona Norte, Zona Centro, Zona Sul)            |
| 3     | III Divisão (Série A, Série B, Série D, Série E, Série F) |
| 4     | Campeonato Distrital (Dividido pelos Distritos)           |

Resultados do clube na respectiva Liga e na Taça de Portugal:
| 1967-68 | - | -   | 4º  | - | 10 | 3  | 1  | 6  | 15 | 17 | 7  |  |  |
| 1968-69 | - | -   | 5º  | - | 22 | 9  | 7  | 6  | 41 | 30 | 25 |  |  |
| 1969-70 | - | -   | 7º  | - | 26 | 12 | 4  | 10 | 41 | 36 | 28 |  |  |
| 1970-71 | - | -   | 4º  | - | 30 | 11 | 11 | 8  | 35 | 26 | 33 |  |  |
| 1971-72 | - | -   | 5º  | - | 30 | 12 | 10 | 8  | 42 | 26 | 34 |  |  |
| 1972-73 | - | -   | 9º  | - | 30 | 10 | 10 | 10 | 38 | 42 | 30 |  |  |
| 1973-74 | - | -   | 9º  | - | 34 | 13 | 8  | 13 | 43 | 41 | 34 |  |  |
| 1974-75 | - | -   | 3º  | - | 38 | 20 | 8  | 10 | 63 | 40 | 48 |  |  |
| 1975-76 | - | -   | 1º  | - | 38 | 30 | 3  | 5  | 80 | 25 | 63 |  |  |
| 1976-77 | - | 3º  | -   | - | 30 | 14 | 11 | 5  | 43 | 27 | 39 |  |  |
| 1977-78 | - | 15º | -   | - | 30 | 10 | 4  | 16 | 44 | 55 | 24 |  |  |
| 1978-79 | - | -   | 6º  | - | 30 | 13 | 9  | 8  | 39 | 26 | 35 |  |  |
| 1979-80 | - | -   | 1º  | - | 30 | 23 | 4  | 3  | 86 | 14 | 50 |  |  |
| 1980-81 | - | 5º  | -   | - | 30 | 14 | 6  | 10 | 42 | 29 | 34 |  |  |
| 1981-82 | - | 5º  | -   | - | 30 | 14 | 5  | 11 | 45 | 41 | 33 |  |  |
| 1982-83 | - | 13º | -   | - | 30 | 9  | 8  | 13 | 35 | 39 | 26 |  |  |
| 1983-84 | - | -   | 9º  | - | 30 | 11 | 9  | 10 | 34 | 34 | 31 |  |  |
| 1984-85 | - | -   | 6º  | - | 30 | 10 | 11 | 9  | 26 | 27 | 31 |  |  |
| 1985-86 | - | -   | 6º  | - | 30 | 13 | 6  | 11 | 36 | 34 | 32 |  |  |
| 1986-87 | - | -   | 6º  | - | 30 | 13 | 8  | 9  | 32 | 40 | 34 |  |  |
| 1987-88 | - | -   | 9º  | - | 38 | 14 | 12 | 12 | 45 | 45 | 40 |  |  |
| 1988-89 | - | -   | 13º | - | 34 | 10 | 11 | 13 | 33 | 44 | 31 |  |  |
| 1989-90 | - | -   | 8º  | - | 34 | 15 | 7  | 12 | 42 | 47 | 37 |  |  |

## Títulos
Títulos de Ligas
- Campeonato Português de Futebol - III Divisão (2 títulos):
  - 1979/80
  - 1990/91
- 2ª Divisão Distrital - Setúbal (1 título):
  - 2008-09

Títulos de Taças
- Taça AF Setúbal (1 título):
  - 2010-11

## Marca do equipamento e patrocínio
A equipa enverga equipamento da marca Teppa e tem o patrocínio de TML.
O Vasco de Sines, hoje, joga com o mesmo uniforme do homónimo carioca, com o mesmo patrocinador exibido na camisa, a Eletrobrás.